# Storstrøms Symfoniorkester
Storstrøms Symfoniorkester (forkortet SSO - tidligere Storstrøms Amts Symfoniorkester, forkortet SAS) var et amatørsymfoniorkester med base på Lolland-Falster og Sydsjælland). Orkestret blev nedlagt med udgangen af 2018. Musikkerne var medlemmerne af Ensemble Storstrøm, MGK-studerende og andre musikskoleelever fra området, ældre amatørmusikere og de nødvendige professionelle assistenter, i alt ca. 60 musikere. Orkestret havde sin spæde start i 1952, hvor det var et 13-mands strygeorkester under navnet "Nykøbing F. Koncertorkester".

## Aktiviteter
Symfoniorkestret gennemførte 1-3 årlige koncertserier, f.eks. nytårskoncerter, forårskoncerter og efterårskoncerter. Koncerterne fordeltes geografisk jævnt, så orkestret nåede helt ud til sit lokale publikum i alle hjørner af Kulturregion Storstrøm (Næstved Kommune, Guldborgsund Kommune, Vordingborg Kommune, Lolland Kommune og Faxe Kommune). 
Programmerne spændte fra familievenlige koncerter med festlig nytårsmusik, klassiske orkesterkoncerter med stor symfonisk musik, programmer med kendte solister, samarbejdsprojekter med lokale kræfter som f.eks. kor, og meget andet.
Fra 2019 var den støtte de deltagende kommuner afsatte til driften for lille til at videreføre orkestret, og alle midlerne er nu overført til Ensemble Storstrøm.

## Dirigenter
Storstrøms Symfoniorkester havde ikke nogen fast dirigent, men arbejdede med blandt andre følgende dirigenter: Henrik Vagn Christensen, Magnus Fryklund, Giordano Bellincampi, Søren K. Hansen, Jules van Hessen, Frans Rasmussen, Kaisa Roose, Morten Schuldt-Jensen, Maria Badstue, Martin Yates og Per Borin.